# Roger Fauroux
Roger Fauroux, född den 21 november 1926 i Montpellier, död den 16 juli 2021, var en fransk politiker och författare.
Fauroux var son till en rektor och barnbarn till en slaktare. Han arbetade sig upp den långa vägen genom de flesta av republikens alla skikt, för att senare bli företagsledare för ett multinationellt företag och minister.
Efter sin politiska karriär började Fauroux att skriva politisk litteratur.